# Aceleración de un sólido sumergido en un fluido
La aceleración de un sólido sumergido en un fluido no sometido a fuerzas externas, es únicamente dependiente de las densidades de ambos fluidos. Este hecho, implica, al contrario de lo que la intuición pudiera sugerir, que dicha aceleración no depende de propiedades extensivas como la masa o el volumen, ni tampoco de su geometría. El estudio de esta variable nos permite comprender fenómenos como el de flotabilidad implícitos en la enunciación del Principio de Arquímedes.

## Demostración matemática
Sea un sólido rígido cualquiera, se puede escribir el siguiente equilibrio de fuerzas:
{\displaystyle F_{1}+P-F_{2}=F}
Cada uno de estos términos puede calcularse de la siguiente manera:
{\displaystyle F_{1}} es el peso del volumen de fluido sobre la superficie superior del sólido:

{\displaystyle F_{1}=V_{1}\rho _{f}g}

{\displaystyle P} es el peso del sólido:

{\displaystyle P=V_{s}\rho _{s}g}

{\displaystyle F_{2}} es la fuerza ejercida por el fluido en la parte inferior del sólido como consecuencia de las fuerzas de presión. Puede calcularse como el peso del volumen de fluido hasta la superficie inferior:

{\displaystyle F_{2}=V_{2}\rho _{f}g=(V_{1}+V_{s})\rho _{f}g}

Por tanto:
{\displaystyle F=V_{1}\rho _{f}g+V_{s}\rho _{s}g-(V_{1}+V_{s})\rho _{f}g=V_{s}g(\rho _{s}-\rho _{f})}

Aplicando la segunda Ley de Newton:

{\displaystyle F=ma}

Sabiendo que:

{\displaystyle m=V_{s}\rho _{s}}

Llegamos a la siguiente expresión:
{\displaystyle a=g(\rho _{s}-\rho _{f})/\rho _{s}=gA}
- {\displaystyle F} es la fuerza resultante.
- {\displaystyle \rho _{f}} es la densidad del fluido.
- {\displaystyle \rho _{s}\,} es la densidad del sólido.
- {\displaystyle g} es la constante de la aceleración de la gravedad.
- {\displaystyle V_{1}} es el volumen de fluido sobre el sólido.
- {\displaystyle V_{s}} es el volumen del sólido.
- {\displaystyle V_{2}} es la suma de {\displaystyle V_{1}} y {\displaystyle V_{s}}.
- {\displaystyle m} es la masa del sólido.
- {\displaystyle a} es la aceleración del sólido.
- A la densidad relativa entre sólido y líquido{\displaystyle (\rho _{s}-\rho _{f})/(\rho _{s})} suele denominarse por la letra {\displaystyle A} en honor a su precursor. Nótese, que podrá tomar tanto valores positivos como negativos en función de si el movimiento es ascendente o descendente. Cuando el sólido asciende se dice que flota en ese fluido.